# شهرستان دانژای
شهرستان دانژای (به لاتین: Danzhai County) یک منطقهٔ مسکونی در چین است که در کیاندونگنان واقع شده‌است.